# NGC 6062B
NGC 6062B је спирална галаксија у сазвежђу Херкул која се налази на NGC листи објеката дубоког неба.
Деклинација објекта је + 19° 45' 46" а ректасцензија 16h 6m 19,0s. Привидна величина (магнитуда) објекта NGC 6062 износи 15,3 а фотографска магнитуда 16,0. NGC 6062B је још познат и под ознакама MCG 3-41-122, IRAS 16041+1954, PGC 57146.